# Anglo-Siamesischer Vertrag von 1909
Der Anglo-Siamesische Vertrag von 1909, auch als Vertrag von Bangkok (1909) oder Bangkok Agreement (1909) bezeichnet, ist ein Vertrag zwischen Großbritannien und Siam (Thailand), der die unter siamesischer Verwaltung stehenden nördlichen malaiischen Staaten Kedah, Kelantan, Perlis und Terengganu an das British Empire anschloss.

## Geschichte

Verlust abhängiger Gebiete Siams an das französische und britische Kolonialreich (1862–1909)

Dem Vertrag vorausgegangen war der Burney-Vertrag, ein Freundschafts- und Handelsvertrag zwischen Siam und Großbritannien aus dem Jahr 1826. Darin hatte Großbritannien die siamesische Hoheit über die nördlichen malaiischen Staaten Kedah, Kelantan, Perlis und Terengganu bestätigt. Gleichzeitig garantierte Siam die britische Herrschaft über Penang und deren Recht auf ungestörten Handel mit Kelantan und Terengganu.
Der neue Vertrag von 1909 zwischen Siam und Großbritannien setzte den Burney-Vertrag außer Kraft und machte Großbritannien zum Souverän über die vier malaiischen Staaten. Außerdem wurden wesentliche Änderungen in der Jurisdiktion über die in Siam lebenden britischen Staatsangehörige vorgenommen.
Der Vertrag wurde am 10. März 1909 von den Außenministern Siams und Großbritanniens unterzeichnet und am 9. Juli 1909 in London und Bangkok ratifiziert. Unterzeichner des Vertrags waren
- Ralph Paget, außerordentlicher Gesandter und Ministre plénipotentiaire des britischen Königs und
- Prinz Devawongse Varopakar, Außenminister von Siam.

Noch im selben Monat wurden durch den Hochkommissar der Federated Malay States, Sir John Anderson, in den betroffenen Gebieten entsprechende Proklamationen veröffentlicht.

## Inhalt des Vertrags

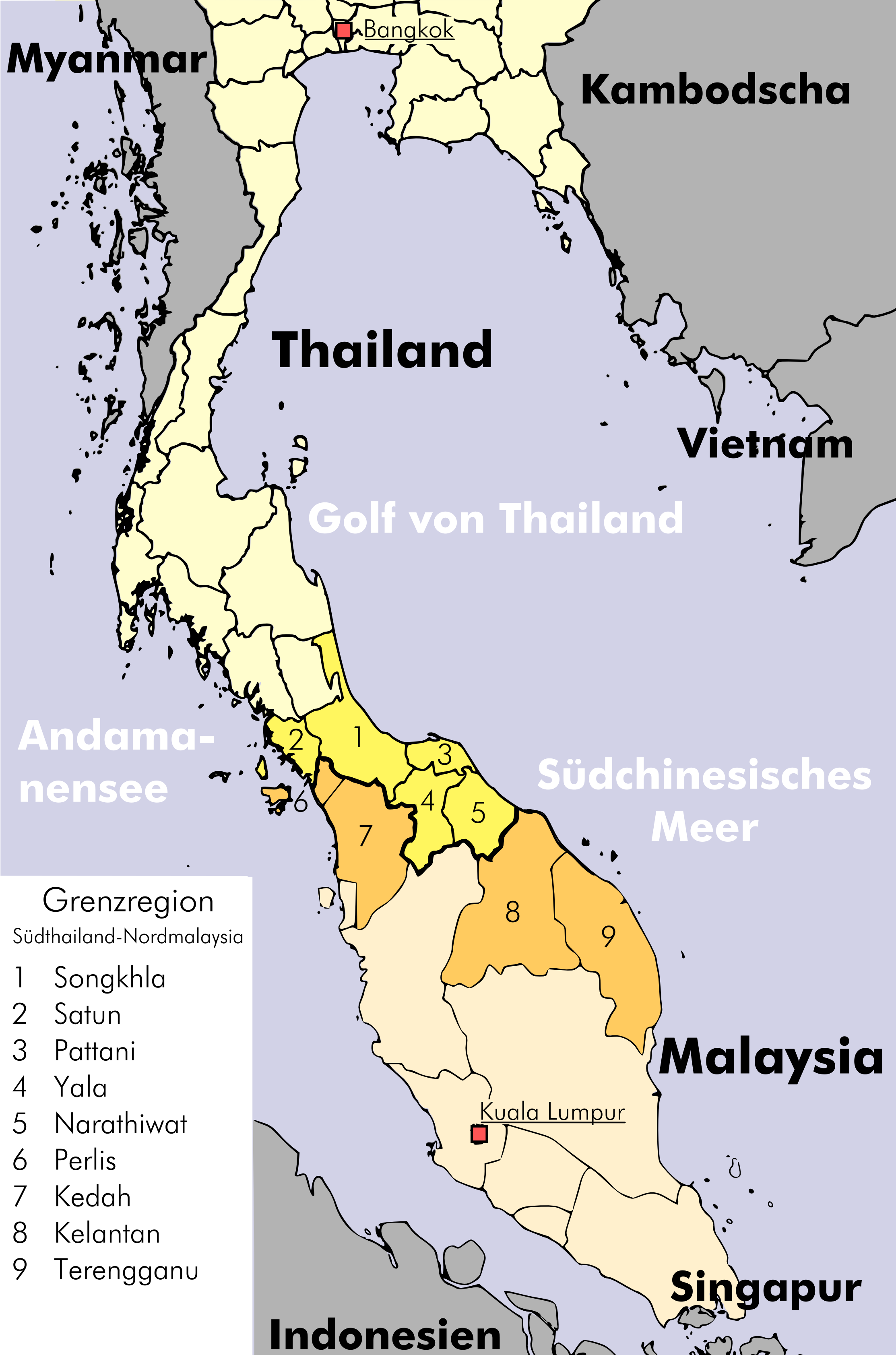
Heutiges Thailand und Malaysia: Die orange markierten Sultanate Perlis (6), Kedah (7), Kelantan (8) und Terengganu (9) trat Siam mit dem Vertrag von 1909 an Großbritannien ab.

Der Vertrag gliedert sich in acht Artikel und vier Anhänge.
- In Artikel I überträgt Siam alle Hoheitsrechte, Schutz, Verwaltung und Kontrolle über ihre Besitzungen in den Staaten Kelantan, Terengganu, Kedah, Perlis und zugehörige Inseln an Großbritannien. Gemäß Artikel II soll diese Übertragung innerhalb von 30 Tagen nach der Ratifizierung des Vertrags erfolgen.
- Artikel III sieht vor, dass innerhalb von 6 Monaten nach der Ratifizierung eine anglo-siamesische Kommission die Details der in Anhang 1 zum Vertrag festgelegten Grenzziehung zwischen den vier Staaten und Siam festlegen. Siamesen, die durch die Grenzziehung nunmehr auf britischem Boden leben, können sich innerhalb dieser Frist entscheiden, ob sie ihre siamesische Staatsangehörigkeit behalten wollen. Konzessionen, die die siamesische Regierung an Einzelpersonen oder Unternehmen erteilt hat, werden von der britischen Regierung anerkannt.
- In Artikel IV übernimmt die Regierung der Federated Malay States etwaige Schulden und Verpflichtungen der siamesische Regierung in den vier malaiischen Staaten.
- In Artikel V wird die Jurisdiktion der Siamesischen Internationalen Gerichtshöfe auf Britische Staatsbürger erweitert. Die Details werden in einem separaten Anhang 2 zum Vertrag geregelt. Weiterhin wird festgelegt, dass dieses System nur bis zum Inkrafttreten einer eigenen siamesischen Jurisdiktion gelten soll. Danach unterliegen britische Staatsangehörige dem siamesischen Straf-, Zivil oder Handelsgesetz.
- Artikel VI stellt Briten, die sich innerhalb Siams befinden, rechtlich mit den Siamesen gleich. Dies gilt auch für eigentums- und steuerrechtliche Angelegenheiten. Die in Siam lebenden Briten sind jedoch von jeglichem Wehrdienst befreit und von Zwangsanleihen und militärischen Tributzahlungen ausgenommen.
- Artikel VII bestimmt, dass alle übrigen Verträge, Abkommen und Übereinkünfte zwischen Großbritannien und Siam weiterhin in Kraft bleiben.
- Artikel VIII legt fest, dass der Vertrag spätestens vier Monate nach der Unterzeichnung zu ratifizieren ist.

- Anhang 1 (Boundary Protocol annexed to the treaty dated March 10, 1909) enthält eine genaue Beschreibung des zukünftigen Grenzverlaufes zwischen Siam und den vier abgetrennten Staaten.
- Anhang 2 (Protocol concerning the Jurisdiction applicable in the Kingdom of Siam to British subjects, and annexed to the treaty dated March 10, 1909) enthält Regelungen über die Jurisdiktion über britische Staatsangehörige.
- Anhang 3 enthält eine Vereinbarung, die es Thailand mit Rücksicht auf die militärischen Interessen Großbritanniens verbietet, bestimmte Teile ihres Staatsgebiets an ausländische Regierungen abzutreten sowie ihnen in diesen Gebieten den Unterhalt von Häfen oder Schiffswerften oder den Betrieb militärischer Bekohlungsstationen zu erlauben. Der Anlage kleiner Kohledepots zur Aufrechterhaltung des Schifffahrtbetriebes wird jedoch zugestimmt.
- Anhang 4 enthält weitere Vereinbarungen zur Jurisdiktion und die Zusage, dass bestimmte Regelungen zu gegebener Zeit einer kritischen Bewertung unterzogen werden sollen.

## Bau der siamesischen Staatseisenbahn
Aufmerksamen Beobachtern der Verhandlungen konnte nicht entgehen, dass der siamesischen Abtretung von mehr als 100.000 km² Land eine entsprechende Gegenleistung der Briten entgegenstehen musste. Obwohl das offizielle Vertragswerk keinen Hinweis darauf enthielt, war an die Presse durchgesickert, dass die Engländer eine Anleihe von vier Millionen Pfund für den Bau der Südlinie der Siamesischen Staatseisenbahn zur Verfügung stellten. Diese Abrede wurde in einem Abkommen zwischen den Federated Malay States und der Siamesischen Eisenbahnbehörde "versteckt", das zusammen mit dem Anglo-Siamesischen Vertrag am 10. März 1909 unterzeichnet worden war.

## Folgen des Vertrags

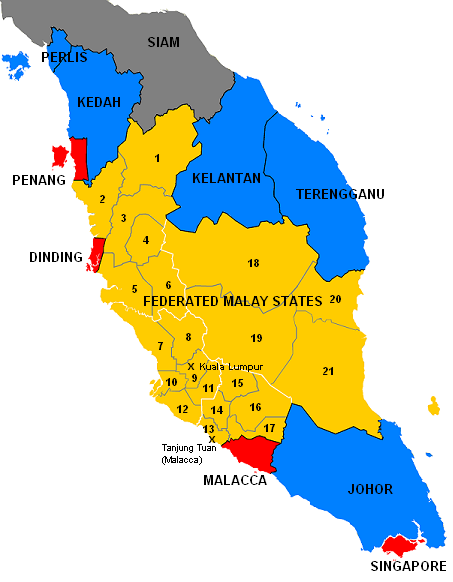
Britische Kolonien und Protektorate in Malaya: Unfederated Malay States in blau

Durch den Vertrag wurden die nördlichen malaiischen Staaten in zwei Teile geteilt. Die heutige Gebiet der Provinzen Pattani (ڤتنا (Patani)), Narathiwat (منارة (Menara)), Songkhla (سيڠڬورا (Singgora)), Satun (مقيم ستل (Mukim Setul)) und Yala (جال (Jala)) blieben unter thailändischer Herrschaft, während die britische Einflusssphäre um Kedah (ไทรบุรี (Saiburi)), Kelantan (กลันตัน (Kalantan)), Perlis (ปะลิส (Palit)) und Terengganu (ตรังกานู (Trangkanu)) erweitert wurde. Zusammen mit Johor wurden diese vier Staaten später die "Unfederated Malay States".
Satun and Perlis gehörten zum malaiischen Sultanat von Kedah, aber lediglich Satun mit einer gemischten Bevölkerung aus Thai und Malaien verblieb bei Thailand. Patani, Narathiwat, der Süden von  Songkhla sowie Yala waren ursprünglich Teil es malaiischen Sultanats von Patani, das lange Zeit den Thai tributpflichtig gewesen war.
Für Großbritannien bedeutete der Vertrag eine Erweiterung des britischen Weltreichs um 103.600 km². Gleichzeitig schloss der Erwerb der 300 Kilometer langen Küstenlinie die letzte Lücke in der vom Persischen Golf bis nach Singapur reichenden Vormachtstellung der Briten.
Die heutige Grenze zwischen Thailand und der malaysischen Föderation geht im Wesentlichen auf den Anglo-Siamesischen Vertrag von 1909 zurück. Die in den Grenzregionen latent vorhandene  Unzufriedenheit mit dem Vertrag ist auch einer der Gründe, die in den Regionen Pattani, Yala and Narathiwat ab 2004 zum Konflikt in Südthailand führten.